# آناماری ولنشک
آناماری ولنشک (انگلیسی: Anamari Velenšek یک جودوکار زن اهل اسلوونی است.
وی در مسابقات کشوری و بین‌المللی در مجموع برندهٔ ۱ مدال طلا، ۲ مدال نقره، ۵ مدال برنز شده‌است.